# لب‌زنی

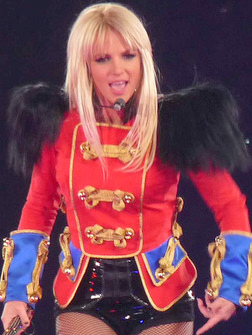
بریتنی اسپیرز درحال لیپ‌سینک در سیرک با هنرمندی بریتنی اسپیرز

لب‌خوانی، لب‌زنی یا لیپ‌سینک (به انگلیسی: lip sync) به حالتی می‌گویند که فرد، حرکت لب‌های خود را با صدای پخش‌شده یا موسیقی از قبل ضبط‌شده هماهنگ می‌کند. این کلمه ممکن است به تکنیک‌های هماهنگ‌سازی در لب‌زنی هم اشاره داشته باشد. لب‌زنی به حالتی می‌گویند که فرد، حرکت لب‌های خود را با صدای پخش‌شده یا موسیقی از قبل ضبط‌شده هماهنگ می‌کند. این واژه ممکن است به تکنیک‌های هماهنگ‌سازی در لب‌زنی هم اشاره داشته باشد.